# У свијету медвједа и лептирова
У свијету медвједа и лептирова је збирка приповедака за децу аутора Бранка Ћопића из 1940. године која спада у избор лектира за основну школу. Збирка представља скуп кратких басни са поукама које поучују шта је битно у животу и шта то заиста чини људе срећним.
Ова збирка приповетки је једна од познатијих Ћопићевих дела за децу, а уједно и његово прво књижевно дело намењено млађој читалачкој публици. Језик којим су приче написане је једноставан и разумљив, описи кратки са доста дијалога, а поуке јасне. У причама је приметан утицај традиционалног фолклора из поднебља одакле аутор потиче.